# Das Ministerium ist beleidigt
Das Ministerium ist beleidigt ist ein musikalisches Lustspiel in fünf Bildern, das 1937 im Musikverlag Doblinger in Wien erschien. Die Musik stammt von Leonhard Märker, die Dialoge von Fred Heller und Bruno Engler sowie die Gesangstexte von Hans Lengsfelder und Siegfried Tisch.

## Handlung
Die Wiedergabe der Handlung folgt der Fernsehinszenierung von 1954:
Der Maler und Zeichner Robert Vernon arbeitet für eine Werbeagentur und gestaltet für eine Bademoden-Werbung ein Plakat mit einer jungen Frau im Badeanzug. Unglücklicherweise sieht die Zeichnung Suson Dusmenil, der Tochter des Finanzministers, täuschend ähnlich und in der Presse wird spekuliert, sie hätte ihm Modell gesessen. Sein Chef Benoit fürchtet Schwierigkeiten, denn der Minister könnte einen Staatsauftrag an die Agentur verhindern.
Benoit und Vernon werden zum Minister bestellt und Vernon behauptet, eine andere, Suson zum Verwechseln ähnliche Frau habe ihm Modell gesessen. Um dies zu beweisen und damit die Ehre der Tochter und die politische Karriere des Ministers zu retten, soll er binnen drei Tagen diese Frau – die es jedoch gar nicht gibt – im Ministerium vorstellen. Suson selbst ist bei dem Termin im Ministerium auch anwesend, und als sie und Vernon etwas Zeit allein verbringen können, kommen sich beide langsam näher.
Vernon sucht nun verzweifelt nach einer jungen Frau, die Suson ähnelt, und geht zu einer Agentur für Models, Sängerinnen und Tänzerinnen. Doch alle Vorschläge des Agenten lehnt er ab. Aber Ginette, Benoits Sekretärin bei der Werbeagentur, hat eine Idee: Sie überzeugt Suson, sich unter falschem Namen bei der Model-Agentur zu melden, damit Vernon sie als ihre eigene Doppelgängerin engagiert. Suson willigt ein und taucht unter dem Namen Peggy Wallace, mit Perücke und englischem Akzent, bei dem Agenten auf. Vernon ist sofort von ihrer „Ähnlichkeit“ mit Suson fasziniert und stellt sie dem Minister als sein Modell für das Bademoden-Plakat vor. Dieser erkennt seine Tochter in der veränderten Aufmachung und mit ihrem aufreizenden Benehmen tatsächlich nicht wieder.
Auch wenn Vernon und Suson sich ineinander verliebt haben, lüftet sie das Geheimnis ihrer doppelten Identität nicht: In ihrer Rolle als englische Tänzerin Peggy flirtet sie mit Vernon, was sie sich als Ministerstochter nicht trauen würde. Und so trifft sie sich als Peggy mit ihm allabendlich in einem kleinen Café. Vernon sieht in diesen Treffen nur einen Ersatz für die anscheinend unerreichbare Suson.
Nach einer Woche kann Ginette dieses Spiel nicht länger mit ansehen und erzählt Vernon, dass Peggy eigentlich Suson ist. Als auch Suson selbst dies endlich zugibt, bittet Vernon den Minister um die Hand seiner Tochter. Dieser lehnt zunächst ab, Vernon droht aber damit, die ganzen Hintergründe der Affäre doch publik zu machen, und so kann er dem Glück der beiden schließlich nicht mehr im Weg stehen.

## Verfilmung
Das Stück wurde vom NWDR unter der Regie von John Olden verfilmt und am 10. November 1954 zum ersten Mal ausgestrahlt. Die Lieder wurden eingespielt vom Tanzorchester des NWDR unter der Leitung von Alfred Hause und Franz Thon. Die Tänze wurden choreografiert von Tony Auler und Erwin Zierke. Die Besetzung des Films war:
- Hans Paetsch: Minister Dusmenil
- Edith Teichmann: Susan
- Georg Thomalla: Robert Vernon
- Hans Zesch-Ballot: Benoit
- Ursula Grabley: Ginette
- Günther Jerschke: Ministerialdirektor Godard
- Karl Kramer: Direktor Beaumarchais
- Günter Bobrik: Lakai
- Jutta Eckert: Sängerin